# Bahnhof Kuala Lumpur Sentral
Kuala Lumpur Sentral ist der größte Bahnhof in der malaysischen Hauptstadt Kuala Lumpur.
Der Bahnhof ist in Malaysia auch unter dem Begriff KL Sentral bekannt. Züge verschiedener Systeme fahren in verschiedene Richtungen ab. Offiziell heißt der Bahnhof Stesen Sentral, ist aber unter diesem Begriff kaum bekannt.
Der mehrstöckige Gebäudekomplex wurde am 16. April 2001 eröffnet, um den alten Hauptbahnhof Kuala Lumpurs, der noch aus der Kolonialzeit stammt, zu ersetzen. Der alte Bahnhof dient aber weiterhin als Haltestelle für Lokalzüge.
Das Großprojekt KL Sentral, auf einer Fläche von mehr als 290.000 m² eines alten Gleisvorfelds und umfasst außer dem Bahnhofsgebäude auch Hotels, Bürogebäude und Einkaufszentren.
Das Projekt wird von einem Gemeinschaftskonsortium um Malaysian Resources Corporation Berhad (MRCB), Keretapi Tanah Melayu (KTM), dem malaysischen Eisenbahnunternehmen und Pembinaan Redzai Sdn Bhd geleitet.
Bis zur Eröffnung des Krung Thep Aphiwat Central Terminals in Bangkok war er der größte Bahnhof Südostasiens.

## Der Bahnhofsgebäudekomplex

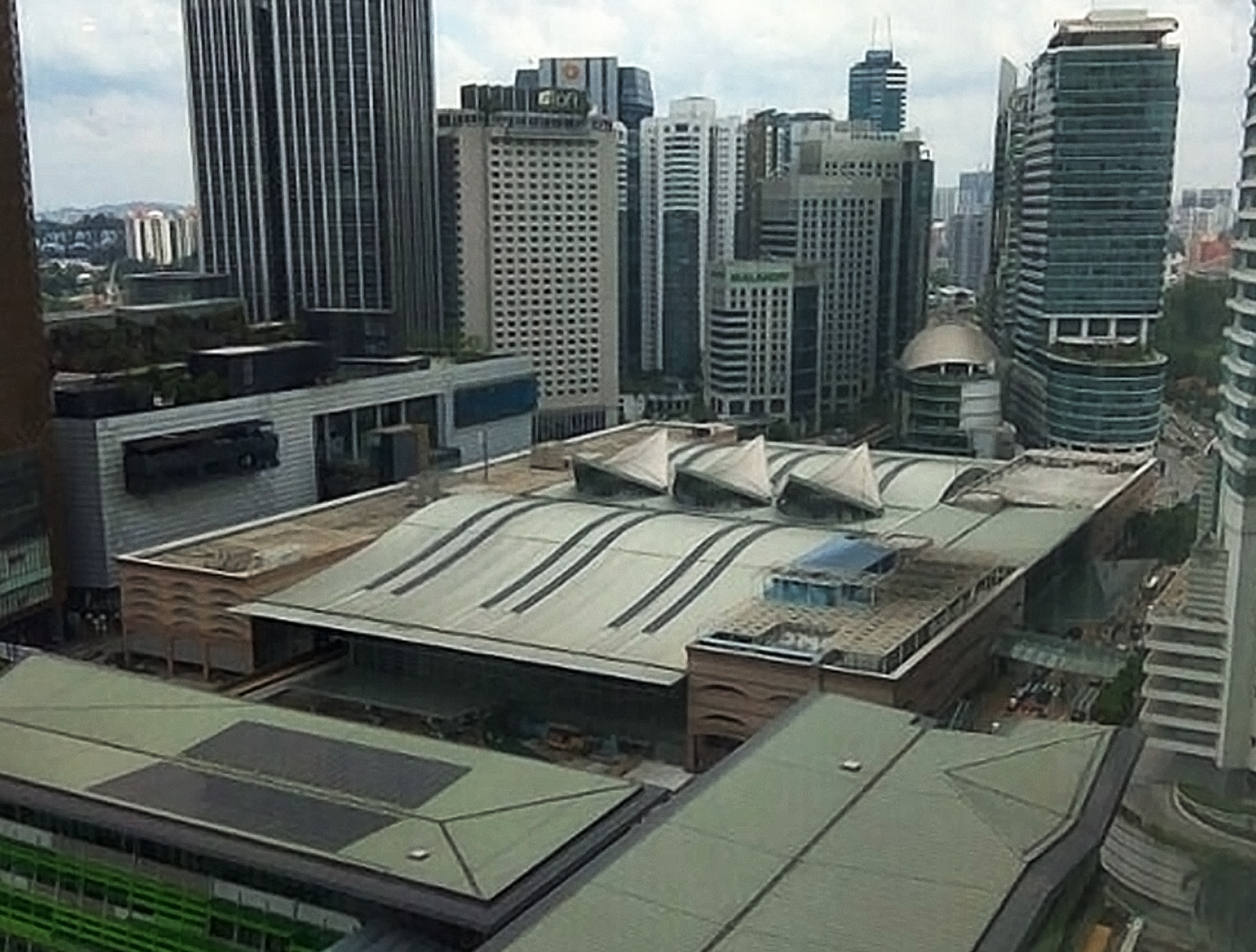

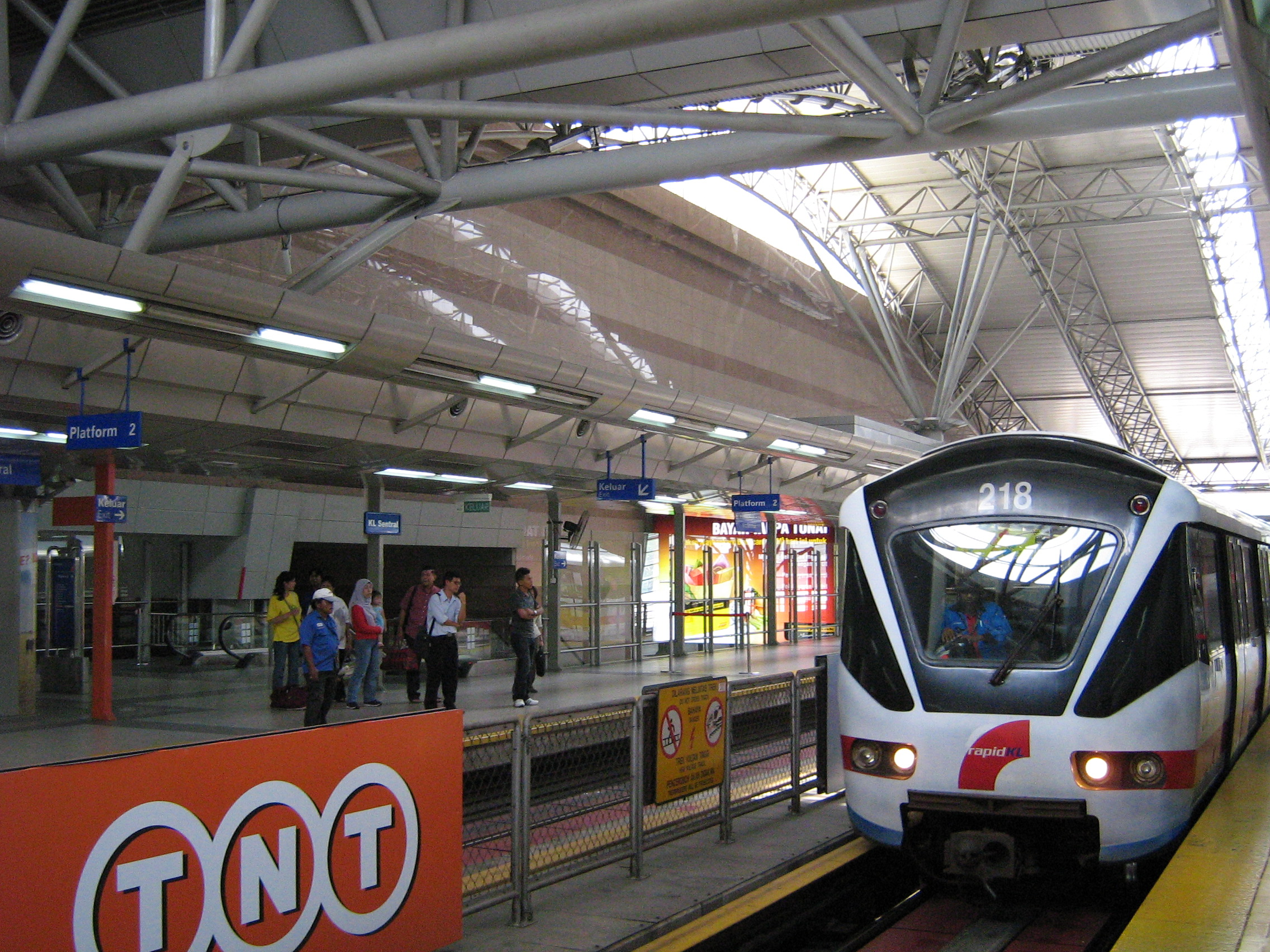
Haltestelle der Kelana Jaya Line

Fast jede Ebene im Bahnhofskomplex hat eine andere Funktion.
Die untersten Ebene wird von Bussen angefahren und dient außerdem, für den Passagier nicht sichtbar, als Zugdepot und Bahnbetriebswerk der Keretapi Tanah Melayu (KTM).
Die zweite Ebene befahren und verlassen die KTM-Komuter-Züge, der KLIA Ekspres und der KLIA Transit. Der KLIA Ekspres und der KLIA Transit sind Hochgeschwindigkeitslinien, die den internationalen Flughafen Kuala Lumpurs anfahren.
In der dritten Ebene befinden sich die Bahnsteige des Fernverkehrs der KTM. Von dort fahren Züge nach Singapur und zu anderen malaysischen Städten an der Westküste.
Die vierte Ebene dient als Verteilerebene. Es gibt dort Einkaufsmöglichkeiten und viele Gastronomieeinrichtungen.
Von der vierten Ebene gelangen Passagiere zur Haltestelle der führerlosen, automatischen Stadtbahn (Mischung aus U- und Hochbahn), der so genannten Kelana Jaya Line (ehemals Putra Line LRT).
Etwa 180 Meter vom Bahnhof entfernt befindet sich eine Endstation der Einschienenbahn KL Monorail.